# 조선민주주의인민공화국의 교육

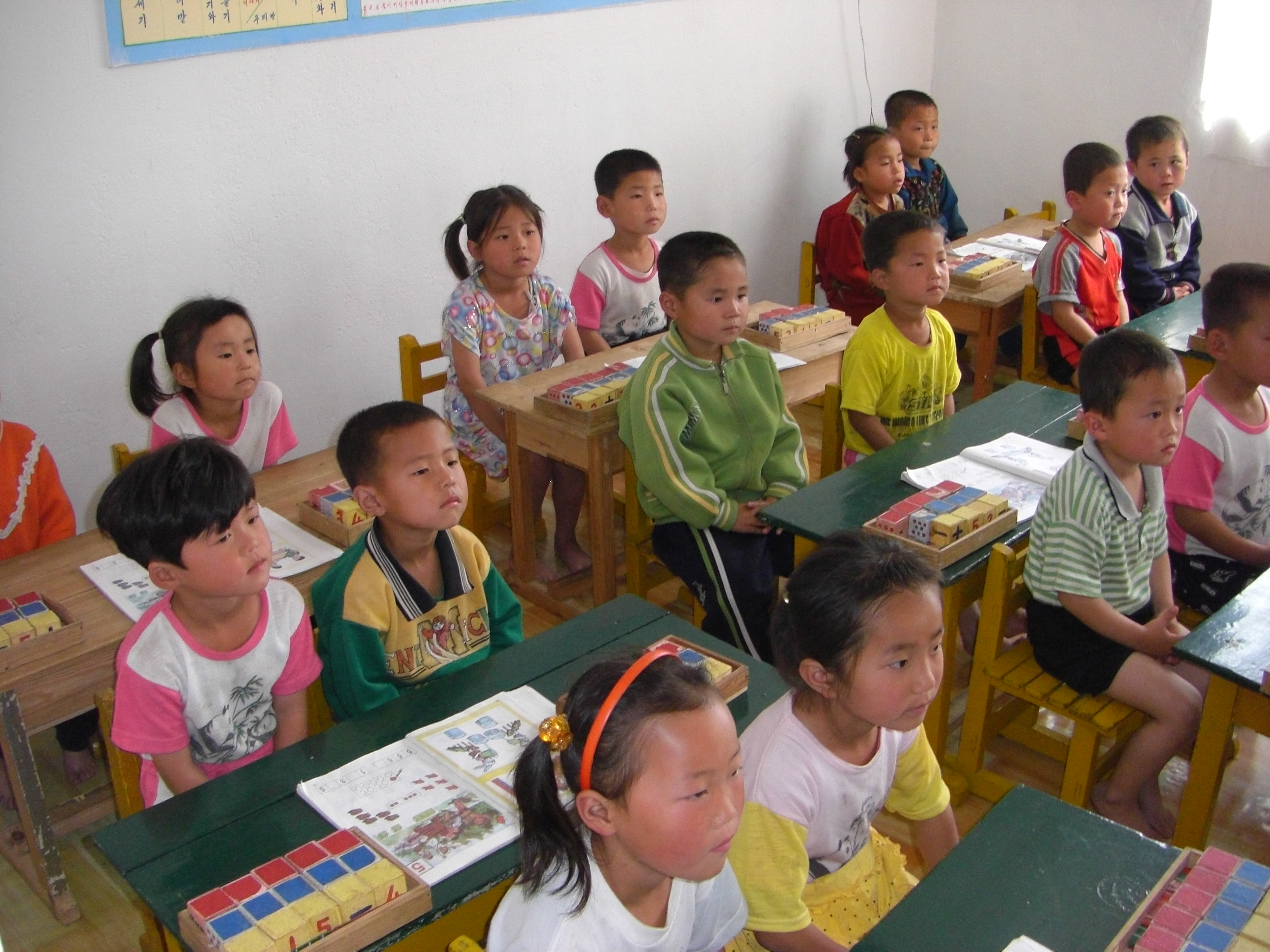

## 유치원, 탁아소 학교
북한에는 1년간의 취학 전 교육인 탁예서와 유치원이 있으며, 남한의 초등학교와 유사한 소학교, 초급중학교, 고급중학교 합계 의무교육 제도가 정비되고 있다. 그러나 유치원은 높은 반과 낮은 반으로 나뉘어 있고, 높은 반부터는 12년제 의무교육과정에 포함된다.
현재 북한에는 2만 ~ 8만 개의 유치원과 탁아소가 있고, 약 5,000개의 중학교와 6,000여 개의 소학교가 운영된다. 또한 도서 지방과 산간 지방에서 약 1,000개의 분교가 운영되고 있다. 조선민주주의인민공화국은 2002년 9월을 기해 인민학교(人民學校) 라는 명칭을 소학교 (小學校) 로, 고등중학교 (高等中學校) 라는 명칭을 중학교 (中學校) 로 바꾸었다. 12년제 의무교육체제 (유치원 높은 반 1년, 소학교 5년, 초·고급중학교 6년) 에 따라 교육기관은 모두 정부가 운영한다.
유치원과 탁예서의 경우는 학교와 공장에서 운영하는 곳이 있다. 탁아소의 경우 미혼모가 낳은 사생아도 관리된다.

## 학생 소조 활동
교육을 위해 과외 교육 기관인 학생소년궁전과 학생소년회관이 만들어졌는데, 이 기관은 민간에서 하는 것이 아니라 정부에서 운영되며, 평양직할시와 지방을 통틀어 약 200여 개가 있는 것으로 알려지고 있다. 소학교와 중학교에 다니는 어린이들은 학교 수업 시간이 끝나면 거의 대부분 이곳에 가서 오후 5시까지 과외 학습을 받고 하교한다.
평양직할시의 학생소년궁전은 대표적으로 만경대학생소년궁전과 평양학생소년궁전이 있다.
평양학생소년궁전은 김일성 주석에 의하여 1965년에 세워지고, 평양시 중구역에 있다. 두 번째로 만경대학생소년궁전은 1988년에 세워져 현재 만경대구역에 있다. 평양학생소년궁전은 상당히 규모가 큰 건물로 탑식으로 건설되어 있지만, 만경대학생소년궁전은 보기 좋게 하기 위해 곡선형태로 만들어져 있다.
이 외에 평양시 승호구역에 승호학생소년회관이 있고, 자강도에는 배움의 천리길 학생소년궁전과 평안북도 정주시에 정주학생소년회관, 그리고 황해북도 개성시에 개성학생소년궁전과 량강도 삼지연지구에 삼지연학생소년궁전 등이 있다.

## 고등교육기관
고등교육의 중심 기관은 평양의 김일성종합대학 (1946년 창립)이며, 이 외에도 김책공업대학이 있다. 약 280개교가 있는 대학교에서는, 30만 명 이상이 배우고 있으며, 2015년 기준으로 한 해 대학진학률은 약 26%이다.

## 같이 보기
- 한국 교육의 역사
  - 대한민국의 교육